# Shorty Rogers
Shorty Rogers (* als Milton M. Rajonsky am 14. April 1924 in Great Barrington, Massachusetts; † 7. November 1994 in Van Nuys, Los Angeles, USA) war ein US-amerikanischer Jazzmusiker (Trompete, Flügelhorn, Arrangement).

## Leben und Werk
Rogers studierte Trompete an der Highschool of Music and Arts in New York City sowie Komposition und Arrangieren am Los Angeles Conservatory. Er spielte zunächst bei Will Bradley (1942) und Red Norvo (1942–1943). Nach seinem Militärdienst engagierten ihn 1945 Woody Herman, Charlie Barnet, dann wieder Herman (bis 1949) und Stan Kenton (1950/51), bei dem er auch als Arrangeur tätig war. Von ihm stammen die Arrangements von Keen And Peachy (1947), That’s Right (1948) und More Moon (1949).
1953 war er Mitglied von Howard Rumseys Lighthouse All Stars. Anschließend ließ er sich in Los Angeles nieder, wo er 1954/55 eigene Gruppen leitete, aber auch sonst bei Aufnahmen des West Coast Jazz teilnahm und zu dessen führenden Vertretern gezählt wurde. In seinen Bands spielten namhafte Musiker wie Pepper Adams, Pete und Conte Candoli, Bob Cooper, Herb Geller, Jimmy Giuffre, John Graas, Hampton Hawes, Bill Holman, Marty Paich, Art Pepper, Bud Shank, Zoot Sims und Shelly Manne. Rogers war 1955 als musikalischer Leiter von Atlantic Records tätig, 1956 bei RCA Victor. Anschließend war er zunehmend in den Studios von Hollywood tätig und gab schließlich das Instrumentalistendasein auf. Rogers schrieb u. a. die Musik zu den Filmen Der Wilde und The Man With The Golden Arm.
Nach einer Tournee mit dem britischen National Youth Jazz Orchestra 1982 spielte er wieder regelmäßig und war zu Beginn der 1990er an der Wiederbelebung der Lighthouse All Stars mit Bud Shank, Bob Cooper und Bill Perkins beteiligt. Für die Label Concord und Candid nahm er noch einige Alben auf, an denen Weggefährten wie George Cables, Pete Jolly, Bud Shank, Monty Budwig und Lawrence Marable mitwirkten.
Im Laufe seiner Karriere machte Shorty Rogers Einspielungen mit Teddy Charles, Terry Gibbs, Red Norvo, Johnny Richards, Pete Rugolo und Kai Winding.
Rogers war trotz technisch begrenztem Spielpotential ein Trompeter mit hohem Wiedererkennungswert. Am erfolgreichsten arrangierte er für Big Bands, neben der Woody Herman Band auch für Stan Kenton, Art Pepper und Maynard Ferguson.

## Diskografische Hinweise
- The Sweetheart of Sigmund Freud (Giant Steps, 1946–53)
- Cool and Crazy (1953)
- Short Stops (RCA, 1953)
- Shorty Rogers & His Giants (RCA, 1953)
- Courts the Count (RCA, 1954)
- Collaboration (RCA, 1954)
- Wherever The Five Winds Blow (RCA, 1956)
- Plays Richard Rogers (RCA, 1957)
- Portrait Of Shorty (RCA, 1957)
- Gigi In Jazz (RCA, 1958)
- Chances Are, It Swings (RCA, 1958)
- Shorty Rogers Swings (RCA 1958/59)
- The Wizard Of Oz (RCA, 1959)
- Swinging Nutcracker (RCA, 1960)
- An Invisible Orchard  (RCA, 1961)
- Yesterday Today And Forever (Concord, 1983)
- America The Beautiful (Candid, 1991)
- Eight Brothers (Candid, 1992)

Sammlung
- The Complete Atlantic and EMI Jazz Recordings of Shorty Rogers (1951–56). Mosaic, 1989 – 6 LPs oder 4 CDs mit John Graas, Art Pepper, Jimmy Giuffre, Hampton Hawes, Don Bagley, Shelly Manne, Bud Shank, Jimmy Rowles, Harry Babasin, Pete Jolly, Curtis Counce, Lou Levy, Ralph Peña, Conte Candoli, Pete Candoli, Harry Sweets Edison, Don Fagerquist, Bob Enevoldsen, Barney Kessel, Leroy Vinnegar, Herb Geller, Bill Holman,